# Dino Fava Passaro
Dino Fava Passaro (Fórmias, 16 de março de 1977) é um futebolista italiano. Atualmente, está emprestado para o Salernitana Calcio 1919.